# Барон Саймон Уизеншоуский
Барон Саймон Уизеншоуский из Дидсбери в городе Манчестер — наследственный титул в системе Пэрства Соединённого королевства. Он был создан 17 января 1947 года для британского промышленника, политика и государственного служащего Эрнеста Эмиля Дарвина Саймона (1879—1960). Ранее он являлся членом городского совета Манчестера и лордом-мэром Манчестера. Вначале от либеральной партии Эрнест Саймон также заседал в Палате общин от Манчерстера Уиттингтона (1923—1924, 1929—1931), но в 1946 году примкнул к лейбористской партии. В 1947-1952 годах — председатель совета управляющих корпорации BBC. 
По состоянию на 2024 год носителем титула являлся его внук, Роджер Саймон, 3-й барон Саймон Уизеншоуский (род. 1955), который стал преемником своего отца в 2002 году.

## Бароны Симон из Уизеншоу (1947)
- 1947—1960: Эрнест Эмиль Дарвин Саймон, 1-й барон Саймон Уизеншоуский (9 октября 1879 — 3 октября 1960), старший сын Генри Густава Саймона (1835—1899)[1];
- 1960—2002: Роджер Саймон, 2-й барон Саймон Уизеншоуский (16 октября 1913 — 14 октября 2002), старший сын предыдущего[1];
- 2002 — настоящее время: Мэтью Саймон, 3-й барон Саймон Уизеншоуский (род. 10 апреля 1955), сын предыдущего[1].